# Werther (Thuringe)
Pour les articles homonymes, voir Werther.
Werther est une municipalité allemande du land de Thuringe, dans l'arrondissement de Nordhausen, au centre de l'Allemagne.

## Personnalités liées à la ville
- Karl Eberhard Herwarth von Bittenfeld (1796-1884), maréchal né à Großwerther.